# طرح تروریستی قبرس در ۲۰۱۲
طرح تروریستی قبرس در ۲۰۱۲ (انگلیسی: 2012 Cyprus terrorist plot) طرحی بود که طی آن در یک اقدام ضد تروریستی در ۷ ژوئیه ۲۰۱۲، حسام یعقوب، شهروند لبنانی متولد سوئد، در لیماسول قبرس دستگیر شد. یعقوب قبول کرد که عضو حزب‌الله گروه تروریسم اسلامی شیعه است که مسئولیت تحقیق در مورد فعالیت‌های گردشگران اسرائیلی در این جزیره را بر عهده داشته‌است. اسرائیل این حادثه را به عنوان یک اقدام تروریستی محکوم کرد.

## سابقه
ماه‌های پیش از وقوع طرح تروریست‌ها در قبرس، حزب‌الله و حکومت ایران در حملات تروریستی و طراحی علیه اهداف اسرائیل در تایلند، هند، گرجستان، آذربایجان و کنیا دخالت داشتند. در روز ۱۸ ژوئیه، یازده روز پس از دستگیری یعقوب، پنج گردشگر اسرائیلی و یک شهروند بلغاری در یک بمب‌گذاری انتحاری در بورگاس بلغارستان کشته شدند. دولت بلغارستان حزب‌الله را در این حمله متهم کرد.

## دستگیری
حسام یعقوب، شهروند سوئد متولد لبنان در بندر شهر لیماسول، در ۷ ژوئیه ۲۰۱۲، توسط مقامات قبرس دستگیر شد. یعقوب پس از یک بازجویی دقیق پذیرفت که او عضو حزب‌الله است.
یعقوب در تاریخ ۵ ژوئیه به عنوان توریست به کریپوس وارد شده بود. پیش از بازداشت او حرکت گردشگران اسرائیلی را در جزیره مانیتور می‌کرد. در ۶ ژوئیه، او مسافران اسرائیلی که با پرواز هواپیمایی ارکیا از تل آویو وارد فرودگاه بین‌المللی لارناکا شده بودند را زیر نظر گرفته بود. از اواخر سال ۲۰۱۱، حزب‌الله با نظارت بر یارانه‌ها پروازهای اسرائیل به قبرس را زیر نظر گرفته بود. او اطلاعات پرواز را ثبت کرده و شماره‌های ثبت اتوبوس‌های شاتل را که مسافران سوار شدند را نیز ثبت کرده بود. در میان پروازها، هتل‌هایی را که توسط اسرائیلی‌ها بطور معمول مورد استفاده قرار می‌گرفت، تحت نظر گرفت. داده‌های نظارت او حضور نیروهای امنیتی در هتل‌ها و نزدیکی آنها به مرکز مدیریت حوادث و فوریت‌های پزشکی را نشان می‌داد. او همچنین از ورودی‌های هتل و پارکینگ عکس گرفته بود. یعقوب در یک جلسه بازجویی خشن به پلیس گفت: «من فقط در مورد یهودیان اطلاعات جمع‌آوری می‌کردم؛ این چیزی است که سازمان من انجام می‌دهد، ماننده هر جای دیگری در دنیا».
اطلاعات ارائه شده توسط سرویس اطلاعاتی اسرائیل به قبرس و اینکه یعقوب قصد انجام حمله را دارد منجر به دستگیری وی شد. بنیامین نتانیاهو، نخست‌وزیر اسرائیل، این حادثه را به عنوان «اقدام حمله تروریستی حزب‌الله علیه هدف اسرائیل … تحت نظارت ایران محکوم کرد».

## دادگاه
در ۲۱ مارس ۲۰۱۳، یک هیئت متشکل از سه قاضی در قبرس، یعقوب را در پنج مورد از هشت اتهام محکوم کرد: «از جمله مشارکت در یک سازمان جنایتکار، برنامه‌ریزی برای جنایت و پولشویی». در روز ۲۸ مارس دادگاه یعقوب را به چهار سال زندان محکوم کرد در جریان این حکم قضات اظهار داشتند: «بدون شک این جنایات جدی است که می‌تواند شهروندان و اهداف جمهوری اسرائیل را در معرض خطر قرار دهد».
محکومیت یعقوب، همراه با اعلام دولت بلغارستان و اینکه حزب‌الله در پشت بمب‌گذاری ماه ژوئیه ۲۰۱۲ در بورگاس بلغارستان بود، فشار بر اتحادیه اروپا برای تعیین حزب‌الله به عنوان یک سازمان تروریستی را افزایش داده‌است. ویکتور نولند، سخنگوی وزارت امور خارجه ایالات متحده، گفت که با محکومیت عملیات حزب‌الله در قبرس، «نیاز است که متحدان اروپایی و دیگر دولتهای سراسر جهان جنایت این گروه مرگبار را، محکوم کنند».